# Out of Tears
Out of Tears is een nummer van The Rolling Stones uit 1994. Het is de derde single van hun twintigste studioalbum Voodoo Lounge.
"Out of Tears" is een ballad over een relatie die uitdooft. Mick Jagger zei, doelend op dit nummer, dat de Stones "een gitaarband" zijn, maar dat het "soms ook leuk is om daarvan af te wijken met een ballad". Het nummer werd een bescheiden hit in het Verenigd Koninkrijk met een 36e positie. In Nederland was het nummer iets minder succesvol met een 8e positie in de Tipparade.